# Sœurs de Béthanie du Sacré-Cœur
Les sœurs de Béthanie du Sacré-Cœur (en latin : Instituti Sororum a Bethania S. Cordis Iesu) sont une congrégation religieuse féminine contemplative de droit pontifical.

## Historique
En 1901, Louise-Marguerite Claret de la Touche, visitandine au couvent de la Visitation de Romans-sur-Isère, prétend bénéficier d'apparitions du Sacré-Cœur de Jésus qui lui demande d'offrir sa vie pour la sanctification des prêtres. Chassées par les lois anticongrégationnistes de 1905, les sœurs émigrent en Italie le 6 mars 1906. Louise-Marguerite fonde la congrégation de la visitation du Sacré-Cœur le 19 mars 1914 à Vische, qui change de nom le 24 avril 1918 pour celui de sœurs de Béthanie du Sacré-Cœur. L'institut est approuvé le 22 août 1958 par le Saint-Siège.

## Activités et diffusion
Les sœurs de Béthanie du Sacré Cœur se consacrent à la prière pour la sanctification du clergé. Les sœurs de Rome pratiquent l'adoration eucharistique.
Elles sont présentes en Italie (Vische, Traversella et Rome), Argentine (Mendiolaza) et Colombie (La Ceja).  
En 2017, l'institut comptait 28 sœurs avec la maison-mère à Vische.